# 法團主義
法團主義（英語：Corporatism），又译社團主義、合作主义、統合主義、協調主義、協同主義、協調組合主義和協同組合主義，在歷史上是一種政治体制，在這樣的體制裡，立法的權力交給了由產業、農業和職業團體所派遣的代表。與多元論相較，多元制度裡眾多團體必須經過民主競爭的過程才能取得權力，但在社團主義制度裡，許多未經過選舉的組織實體掌控了決策的過程。這些社團主義的代表團與一般的商業公司或法人組織並不相同，而是构成了社團主義國家的中心思想——精英政治。
「法團主義」一詞來自拉丁语的corpus（軀體）。這一詞的意思原本與特定的商業公司概念無關，而是用作稱呼任何經聚集而成的組織。原本這一詞的用法代表中世紀歐洲對於整個社會的概念，認為社會是由各種不同的部分所組成，就如同人體是由各種不同功能的器官組成一般。依據許多理論家的說法，社團主義是一種封建主義的「現代」版本，結合了「社團」與國家的利益。
政治學家也會用社團主義一詞來描述獨裁主義的國家，藉由管理許可執照，由官方法人控制社會、信仰、經濟或群眾組織等過程，由於國家成為這些組織唯一的合法性來源，國家將能有效地指派這些組織的領導人，或限制其挑戰國家權威的能力。這種用法尤其在东亚和拉丁美洲的研究領域上相當常見，有時候也被稱為「國家法團主義」。
在義大利法西斯主義裡，透過這種未經選舉就由國家將所有利益「官方化」由國家管制的形式，宣稱能比民主投票的決策過程更能避免忽略單方利益的情況。這可以視為是「合併」了每種不同的利益由國家管理的制度，也因此而被他們稱為極權主義，以描述他們並非一種運用強迫力量的制度，如同1932年法西斯學者乔瓦尼·秦梯利所寫的《法西斯主義的教條》所言：
…（國家）並非只是一種界定和保護個人自由的簡單機制…法西斯主義對於權力的概念也不是一個警察國家…而是更清楚的表示了…法西斯主義並非壓迫個人，而是擴展了個人的能量，如同軍團裡的士兵一般，他的力量並沒有被削弱，相反的他的力量與其他同僚結合而得以擴展…

義大利法西斯主義的這種理論還宣稱他們是喬治·索列爾的無政府工團主義的正統繼承人。每個利益都各自依據他們的標準形成一個自己的實體—唯一的限制就是必須依附於義大利法西斯主義的社團框架內，而每個利益實體都能經由中央集權架構的組織和援助能力加以結合。這是他們認為達成某些目標的唯一可能方式，例如解決某個國家的無能政府。
社团主义不是指由商业公司利益主导的政治制度，尽管商业公司在法律用语中通常被称为“法团”（英語：Corporation），这个词在社团主义的英文名和别称“法團主義”中都出现过；相反，这个理论体系的正确术语应该是公司王国（英語：Corporatocracy）。社团主义不是政府的政治腐败，也不是公司利益团体的贿赂行为。这两个术语经常会因为名称原因而被混淆。
一些當代的政治學家和社會學家會使用新社團主義一詞來描述一些處於勞工、資本和政府之間的協議過程（尤其是在歐洲），以區別他們的研究與一般貶抑用法的差異，並突顯社團主義一詞原先的理論。

## 理論來源
社團主義提出了一種階級合作的形式來取代阶级斗争，最先是由教宗良十三世在1891年所發布的《新事》通諭所提出，這也影響了親天主教的工會在20世紀初期的成立，以對抗傳統以社會主義意識形態為主的工會。這個理論的基礎是來自於中世紀傳統的同業公會和以行會為主的經濟，以及後來的工團主義。教宗庇護十一世在1931年發布的《四十年》通諭也促長了社團主義。
社團主義早期的重要理論家之一亞當·穆勒是奧地利貴族梅特涅的顧問。他提出了一個宣稱能同時矯正兩種「危險」的意識形態—法国大革命的平等主義和亞當·斯密的自由放任解決路線。在德國和其他國家，統治者通常都不會允許無限制的資本主義，而是會延續封建制度和貴族政治的傳統，由國家授與富裕階級和貴族階級經濟的特權。
義大利在法西斯黨的統治下，所有員工、貿易人士、職業人士和其他經濟階級都被組織為22個行會，稱之為「社團」，而這些社團會分配到一些在立法機構的代表權。
類似的理論也在歐洲其他國家散佈。舉例而言，奧地利在恩格爾伯特·多爾夫斯的統治下，便建立了一套仿照義大利的憲法制度。某些保守主義的哲學家或經濟學家也曾支持社團國家。在葡萄牙也發展出了類似的理論，不過是根基於徹底的個人倫理復興，在萨拉查的領導下開始轉向社團主義。萨拉查在1933年寫下了葡萄牙的新憲法，這被認為是世界上第一份根基於社團主義的憲法。

## 新社團主義
近年來，在政治學和社會學的出版品上，對於社團主義（或新社團主義）一詞的使用則開始減少負面的涵義。在一些學者的著作裡，「新社團主義」指的是一種社會機制，由工會、私營部分（資本）、和政府所進行的三方的協議所主導。這樣的協議是為了更「公平的」劃分經濟生產的利潤給予社會上的成員，並且在經濟的衰退期或通貨膨脹的時期施加工資的限制。
大多數政治經濟學家認為這樣的新社團主義機制只有在勞工們被高度組織、同時各種工會都依照等級制度被合併為單一的工會聯盟時才有可能實現。由這樣統一的工會來代表所有的勞工與資方談判，並抱持強烈動機替勞工爭取更高的工資，以免工資過低的情況出現。許多小規模而開放的歐洲經濟體系如瑞典、奧地利、挪威、愛爾蘭和荷蘭都可以被分類到這個範疇內。在一些學者如彼得·卡贊斯坦（Peter J. Katzenstein）的著作裡，新社團主義的機制使得小規模的開放經濟能有效地應對他們與全球的經濟聯繫。這種調整透過談判的過程對貿易產生衝擊，藉此更為「公平的」分配貿易的結果給每個社會參與者。
現代的新社團主義的例子包括了國際勞工組織的會議，或是歐盟的經濟和社會委員會，以及斯堪的納維亞國家的集體協議機制—荷蘭所建立的波德模式（polder model）的共識制度，或者是愛爾蘭的社群夥伴關係（Social Partnership）制度。在澳大利亞，1983年至1996年間的工党政府設立了一連串被稱為The Accord的政策，在這個政策下澳大利亞工會理事會（Australian Council of Trade Unions）同意不再要求增加工資，而補償則是由基廷政府展開廣泛的社會福利計畫。在新加坡，國家工資委員會和其他由國家建立的組織實體建立了一個三邊的協議機制，由主要的工會（全國職工總會）、雇主、和協調國家經濟的政府三者所組成。在義大利，1993年上台的卡洛·阿泽利奥·钱皮政府建立一個名為concertazione的和平協議政策，透過政府、三個主要的工會、和雇主的聯盟進行三方的薪資談判。在這之前，有關薪資的爭議往往是由罷工行動取得勝利而調高薪資告終。在2001年，西尔维奥·贝卢斯科尼政府終結了concertazione政策。
大多數理論家都同意目前傳統的新社團主義正面臨危機。在許多典型的社團主義國家，傳統的協議機制都遭受威脅。這些危機時常被認為是由全球化所造成的，因為全球化引發了勞工的流動性，並帶來了其他已開發國家的競爭威脅。不過，這種主張也存在爭議，因為一些國家如新加坡依然維持大量的新社團主義架構。

## 國家社團主義
原始的社團主義和其理論繼承者新社團主義（以及它們的批評者）都強調社團組織在影響政府決策上扮演的角色。不過社團主義一詞也常用於對獨裁國家的研究上，尤其是在東亞的研究上，社團主義一詞被用以稱呼那些由國家授與官方特權的組織，以此來限制政治過程上的公共參與，並限制公民社會的力量。
在這樣的制度下，如同Jonathan Unger和Anita Chan在他們的論文“China, Corporatism, and the East Asian Model”所述及的：
在全國性的層次上，國家會承認一個、也是唯一一個的特定組織（比如：一個全國性勞工工會、一個商業聯合會、一個農夫協會）單獨作為某個利益如個人、企業、或機構的代表。國家決定哪個組織會被承認為合法的，並以這樣的組織來組成一種不平等的合作關係。這樣的組織有時甚至會進入政策決策的階段，並時常代表政府進行國家政策。

藉由設立自身為判定合法標準的唯一裁判者，並分派單獨一個組織以負責一個特定的選舉區，國家便能大幅縮小他們在政策上所面臨的挑戰者數量，而且甚至能藉由這些管制來指派挑戰者（如上述的工會）的領導人。這些機制並非只限於如社团和工會的經濟組織，也包含了社會或信仰的團體。如中国伊斯兰教协会，日本経済産業省。

## 批評

### 自由市場的批評者
自由市場的理論家如路德維希·馮·米塞斯認為社團主義是與他們所主張的資本主義形式完全不容的。在自由市場的資本主義裡，國家只能扮演守夜人的角色，政府在經濟裡所扮演的角色僅限於保衛自由市場能夠自由的運作。在這樣的觀點下，社團主義就如同社會主義和共產主義一般，是和資本主義完全相反的意識形態。其他一些批評者則認為這種社團主義的機制排除了某些群體—尤其是失業者，也因此應該替高失業率負責。
在美國，一些人認為小羅斯福的新政是朝向社團主義國家的政策。這些批評者，尤其是自由意志主義者，認為新政代表的是一種新的而廣泛的社團主義試驗。好幾個新政的政策被美國最高法院判定違憲。一些人認為後來美國政府的計畫也代表了國家進一步的社團主義行動。也因此，社團主義有時也被稱為「經濟法西斯主義」。

### 功能界別的批評者
支持功能界別者認為，引入功能界別代表可使議會更顧及商人的利益、更有廣泛代表性。反對功能界別者認為功能界別是「特權階層」，功能界別團體候選人未必能從社會整體的宏觀角度議事。團體票或個人選民人數較少的界別，在選舉外推選代表的情況也相當普遍，這造成了不少功能界別都出現自動當選的情況。

### 引用
1. ↑  Wiarda, Howard J. Corporatism and comparative politics. M.E. Sharpe, 1996. Pp. 35.
2. ↑  Unger, Jonathan and Chan,  Anita: China, Corporatism, and the East Asian Model

### 书目
有關義大利社團主義
- Constitution of Fiume[永久]
- 教宗良十三世發布的《新事》通諭 （页面存档备份，存于）
- 教宗庇護十一世發布的《四十年》通諭 （页面存档备份，存于）
- 有一篇名為「法西斯主義的教條」的論文，標明由贝尼托·墨索里尼所著，但通常認為這是由秦梯利·金蒂勒（Giovanni Gentile）代筆的

有關新社團主義
- Katzenstein, Peter: Small States in World Markets, Ithaca, 1985.
- Olson, Mancur: Logic of Collective Action: Public Goods and the Theory of Groups,（Harvard Economic Studies）, Cambridge, 1965.
- Schmitter, P. C. and Lehmbruch, G.（eds.）, Trends toward Corporatist Intermediation, London, 1979.
- Rodrigues, Lucia Lima: "Corporatism, liberalism and the accounting profession in Portugal since 1755," Journal of Accounting Historians, June 2003.  （页面存档备份，存于）

## 外部連結
- 包括對於墨索里尼引言的網路騙局的研究，和真實的引言部分
- 經濟法西斯主義由Thomas J. DiLorenzo Archive.today的存檔，存档日期2005-12-30
- 墨索里尼的自傳。英文. （页面存档备份，存于）點選標題為"My Rise and Fall".並使用左側的搜尋加以瀏覽。
- 墨索里尼1928年的自傳。線上閱讀. （页面存档备份，存于） My Autobiography.